# Логор Јанка Пуста
Логор Јанка Пуста (мађ. Janka-Puszta), или логор Јанковац, био је усташки логор за обуку успостављен 1931. године. Логор се налазио у мађарској жупанији Зала, недалеко од села Муракерестур (Мурски Крстур) и Белезна (Блезна), у близини границе са Краљевином Југославијом. Логор је био један од низа логора за обуку које су усташе успоставиле у Италији и Мађарској. У њему је било смјештено неколико стотина усташких регрута, углавном физичких радника који су се враћали из западне Европе и Сјеверне Америке. Регрути су полагали заклетву вјерности усташком вођи (поглавнику) Анти Павелићу, учествовали су у милитантним вјежбама и правили антисрпски пропагандни материјал.

## Позадина
У љето 1931, мађарске власти су локацију дале у закуп Густаву Перчецу, који је служио као командант логора. У то вријеме, усташе су већ била активне с обје стране границе. Смјештен на брду, на површини од око 150 хектара, логор се састојао од двије зграде, отворених поља и шуме. У новембру 1931, стигли су први чланови усташког покрета. Логор је на почетку био нека врста комуне, уточишта одбјеглих чланова усташког покрета који су недавно побјегли из Југославије. Након вишемјесечне припреме, Перчец је почео активно тражити чланове који ће се придружити логору. У сарадњи са мађарским властима, мађарска полиција је испитивала усташке бјегунце који су прелазили југословенско-мађарску границу и њихове детаље просљеђивала Перчецу. Након што би утврдили да бјегунац није југословенски шпијун, мађарска полиција би их спровела до логор, обезбиједила лажно име и прихватање у логор. Андрија Бетлехем је живио недалеко од мађарске границе и успоставио је канал за транспорт усташа из Југославије до логора за обуку Јанка Пуста.
Они који су живјели у логору за обуку учествовали су у многобројним програмима. Поред индоктринације хрватског ултранационализма, усташе су учествовале у војној обуци, а такође су обављали и дужност одржава логора. Главни инструктори обуке за оружје били су мађарски официри, чланови логора су добијали строге казне због најмање недисциплине, а услови за живот у логору су били лоши. Већи дио оружја долазио је из Италије, а многи високи и истакнути чланови усташког покрета посјетили су логор, међу којима је био и Анте Павелић. Усташе и пробугарска Унутрашња македонска револуционарна организација (ВМРО) потписале су Софијску декларацију 1929. о заједничкој борби против Југославије. Као резултат сарадње, Бугарин Владо Черноземски одређен је за њиховог инструктора у терористичким нападима и послат је у Италију 1931. године. Од средине 1932, предузимајући кораке ка побољшању односа са Југославијом, италијанске власти су затвориле усташки логор Борго Вал ди Таро. Тако је Черноземски премјештен у Јанка Пусту. Од периода 1932—1934, логор је служио као идеолошка и техничка подршка многим милитантним акцијама, укључујући Велебитски устанак и Марсељски атентат.
У логору је живјела Печецева љубавница, Јелка Погорелец, која је била агент југословенске обавјештајне службе. Једне ноћи кришом је прешла границу. Октобра 1933. објавила је серија материјала о логору у загребачким Новостима. То је у великој мјери закомпликовало односе Мађарске и Југославије. Настали су прекогранични сукоби између двије земље, праћени међусобним нападима. Београд је у априлу 1934. поднио формалну жалбу Друштву народа. Жалу је поднио и мађарски регент Миклош Хорти. Друштво народа је у мају формирало комисију за разматрање случаја. Под овим околностима, мађарске власти су биле принуђене да затворе логор и хитно премјесте усташе у оближњи град Нађканижа (Велика Канижа). Из тога разлога, логор је напуштен крајем 1934. године.